# 헤이안궁

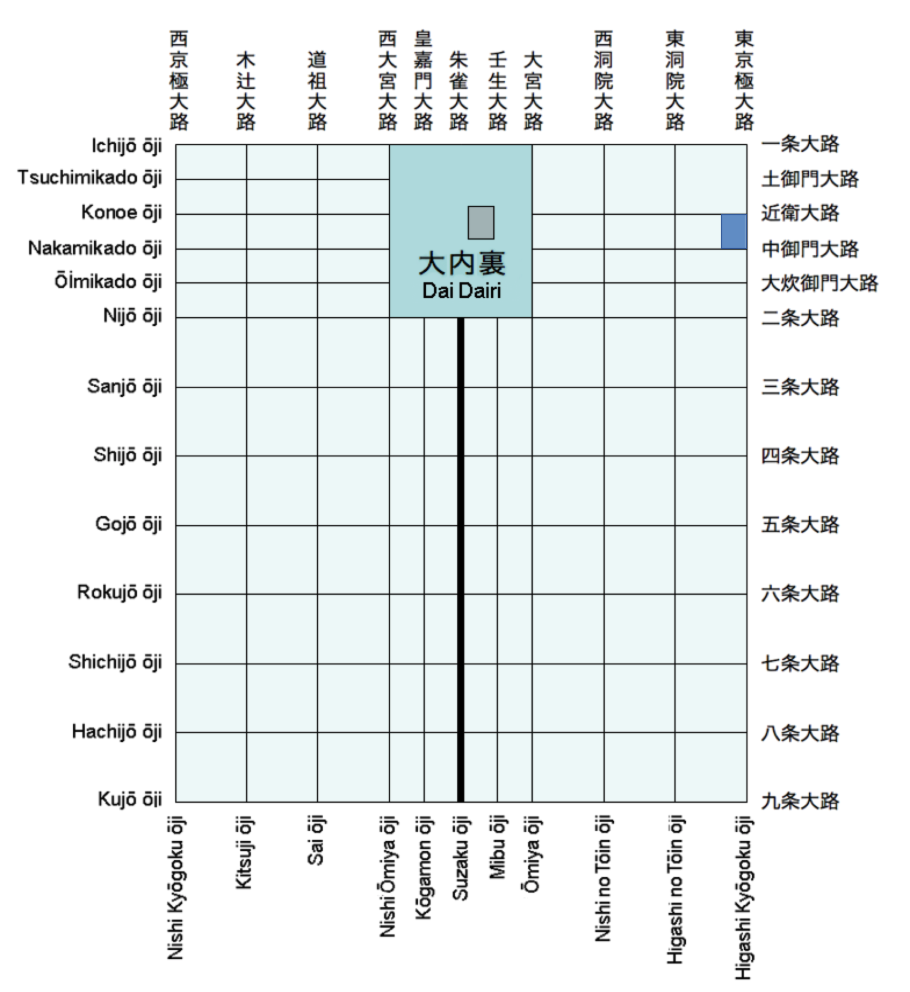
헤이안쿄의 지도

헤이안궁(平安宮)은 당시 일본의 수도였던 헤이안쿄(현재의 교토시)의 원래 황궁이었다. 궁과 도시는 모두 700년대 후반에 건설되었으며 중국 모델과 디자인을 본떠 만들어졌다. 이 궁은 헤이안 시대(794~1185) 대부분 동안 황실 거주지이자 행정 중심지로 사용되었다.
도시의 북쪽 중앙 구역에 위치한 이 궁은 벽으로 둘러싸인 직사각형의 큰 궁(다이다이리)으로 구성되어 있으며, 여기에는 정부 부처를 포함한 여러 의례 및 행정 건물이 포함되어 있다. 이 울타리 내부에는 별도의 벽으로 둘러싸인 천황의 주거 단지, 즉 내궁(다이리)이 있었다. 내궁에는 천황의 거주 공간 외에도 황실 배우자의 거주지와 천황의 개인과 더 밀접하게 연결된 건물이 포함되어 있다.
궁궐의 원래 역할은 일본이 7세기에 중국에서 채택한 중앙집권적 정부 모델, 즉 율령제를 구현하는 것이었다. 율령제는 천황 하의 관료가 국가 대평의회(태정관)와 그 산하의 관료를 이끌었다. 궁궐은 천황의 거처와 국사 수행 및 그에 따른 의례를 거행하기에 적합한 환경을 제공하도록 설계되었다. 궁궐의 주거 기능은 12세기까지 지속되었으나, 성대한 국가 행사를 위해 건설된 시설은 9세기에 이르러 폐기되기 시작했다. 이는 여러 법정 의식과 절차를 포기하고 남은 여러 의식을 내궁이라는 소규모 환경으로 이전했기 때문이다.
헤이안 시대 중기부터 궁궐은 여러 차례 화재와 재난을 겪었다. 재건축 기간 동안 천황과 일부 사무실 기능은 궁 외부에 거주했다. 이는 궁정의 전반적인 정치적 권력 상실과 함께 행정 중심지로서 궁의 중요성을 더욱 감소시키는 역할을 했다. 1227년에 궁은 불에 타서 다시는 재건되지 않았다. 유적지는 거의 흔적이 남지 않도록 재건축되었다. 따라서 궁에 대한 지식은 현대 문학 자료, 현존하는 도표와 그림, 제한된 발굴을 기반으로 한다.

## 같이 보기
- 헤이안 시대
- 교토 어소